# Heerenveen (község)
Heerenveen holland város és egyben alapfokú közigazgatási egység, tehát község Frízföld tartományban. A teljes területe 140,15 km². A városnak nincs saját önkormányzata, mert az kiterjed a környező településekre. 1551-ben alapította három földbirtokos, miután felfedezték, hogy a környéken lehet tőzeget bányászni. A település neve is ebből ered (a ""heer" urat jelent, a "veen" tőzeget). Városi kiváltságokkal nem rendelkezett. 

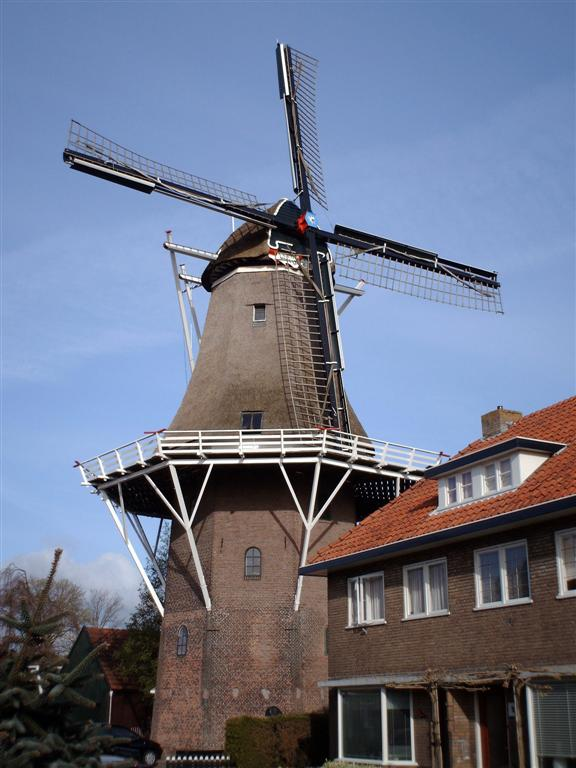
Ez az egyetlen szélmalom abból a tizenhétből, ami Heerenveenben állt.

## Sport
Heerenveen híres a sport teljesítményeiről és a világszínvonalú sport létesítményeiről. Ilyen például az Abe Lenstra Stadion vagy a Thiaf gyorskorcsolya-aréna, ami az első 400 méteres fedett jégpálya volt a világon. Az évente szervezett események rengeteg látogatót szoktak idecsábítani.

## Testvérvárosa
- Risón Lecijón, Izrael

## Fordítás
- Ez a szócikk részben vagy egészben  a   Heerenveen című angol Wikipédia-szócikk fordításán alapul.  Az eredeti cikk szerkesztőit annak laptörténete sorolja fel. Ez a jelzés csupán a megfogalmazás eredetét és a szerzői jogokat jelzi, nem szolgál a cikkben szereplő információk forrásmegjelöléseként.
- Ez a szócikk részben vagy egészben  a   Heerenveen című német Wikipédia-szócikk fordításán alapul.  Az eredeti cikk szerkesztőit annak laptörténete sorolja fel. Ez a jelzés csupán a megfogalmazás eredetét és a szerzői jogokat jelzi, nem szolgál a cikkben szereplő információk forrásmegjelöléseként.